# 高原州 (トーゴ)

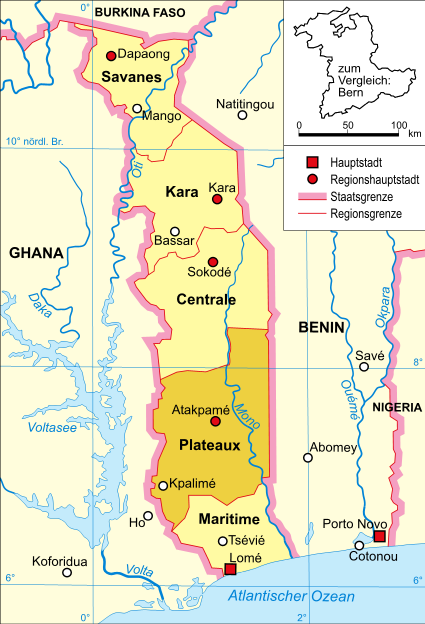

高原州（こうげんしゅう、フランス語: Région des plateaux）はトーゴの行政区画。

## 概要
高原州は、トーゴの5つある州のひとつ。州都はアタクパメ(Atakpamé) 。アタクパメの他、主な都市に、パリメ(Kpalimé)、バドゥ (Badou)がある。高原州は南に沿岸州、北に中央州との州境を持つ。西にはガーナのヴォルタ州、北東にはベナンのコリネス県、東にベナンのズー県、南東にはベナンのクッフォ県と国境を接している。

## 関連項目

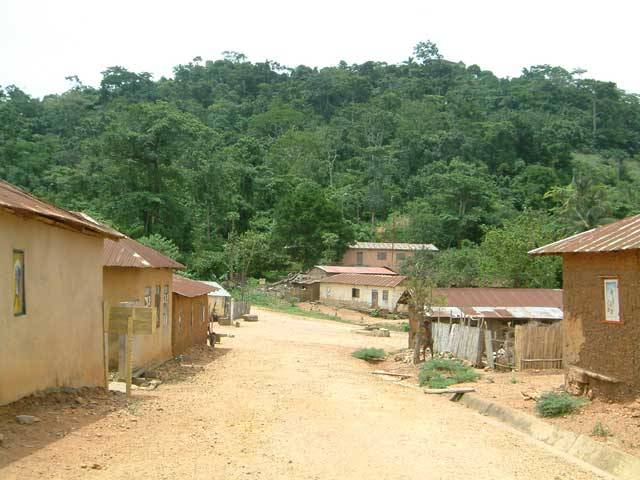
高原州内の村

## 高原州の下部行政区画

### 県(Préfecture)

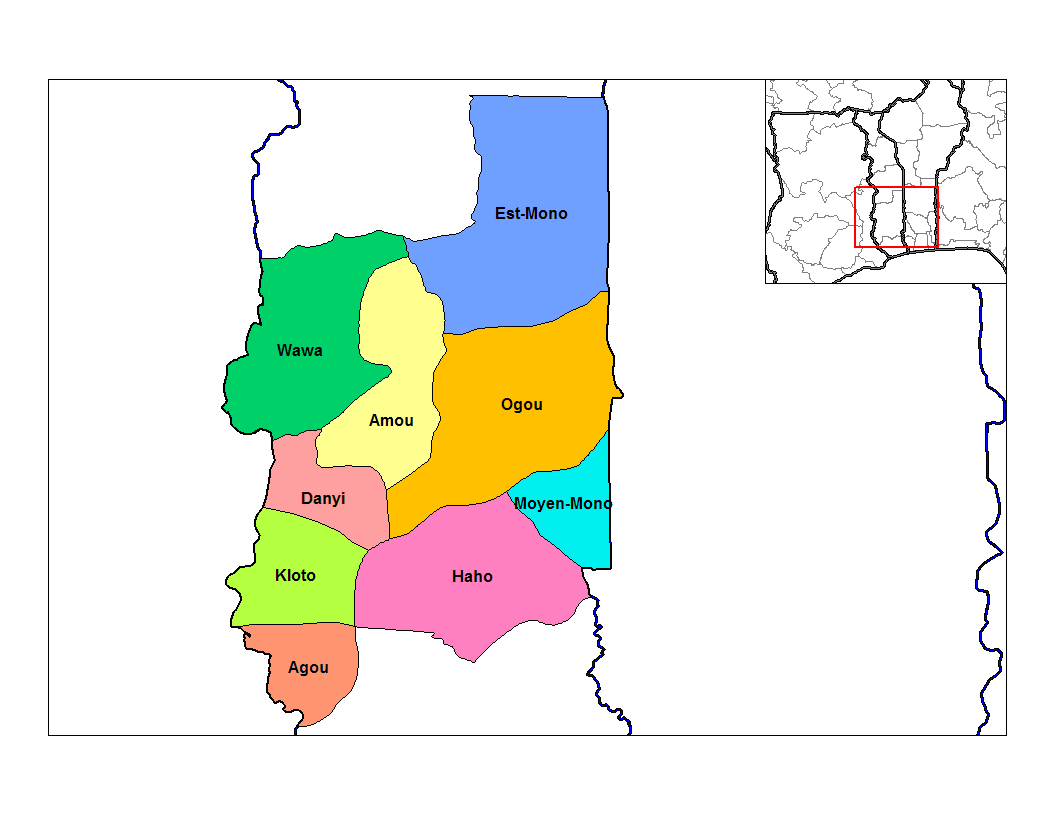
高原州の県

- Agou（アゴ）
- Amou
- Danyi
- Est-Mono
- Haho
- Kloto
- Moyen-Mono
- Ogou
- Wawa